# Котляков, Владимир Михайлович
Влади́мир Миха́йлович Котляко́в (род. 6 ноября 1931, пос. Красная Поляна, Московская область) — советский и российский географ и гляциолог, доктор географических наук, профессор, академик РАН (1991), заслуженный географ Российской Федерации (2020). Научный руководитель Института географии РАН (с 2015), в котором трудится с 1954 года, его директор в 1986—2015 годах. Почётный президент Русского географического общества (с 2000, вице-президент в 1980—2000), председатель экспертного совета национальной премии «Хрустальный компас». Один из основоположников и лидер современной гляциологической научной школы в России, лауреат Нобелевской премии мира в составе Межправительственной группы экспертов по изменению климата.
Вице-президент Международного географического союза (1988—1996), председатель российского национального комитета Международного географического союза. Лауреат Государственной премии Российской Федерации (2001).
С 2019 года в публичных выступлениях отрицает антропогенную природу глобального потепления. При этом в 2012 году в статье для журнала ООН полагал, что точная причина изменения климата всё ещё неизвестна.

## Биография
Родился 6 ноября 1931 года в подмосковном посёлке Красная Поляна (ныне город Лобня).
В 1949 году окончил с серебряной медалью московскую среднюю школу № 7. Интерес к географии у него возник лишь в 10-м классе, когда у него появились знакомые географы и океанологи, которые увлекли его рассказами об экспедициях и Географическом факультете МГУ. Благодаря им после окончания школы сделал выбор в пользу географического факультета.
Его университетским учителем был Н. А. Гвоздецкий, у которого были написаны первые научные работы: курсовые и дипломная.
- После окончания первого курса — отправился в первую студенческую экспедицию — на Западный Кавказ.
- После второго курса — проходил практику в горах Крыма, после третьего — в тайге Сихотэ-Алиня.

В 1954 году окончил географический факультет МГУ по специальности «Физическая география», после чего начал работать в Институте географии АН СССР (РАН) в должностях:
- с 1954 — младший научный сотрудник
- с 1965 — старший научный сотрудник
- с 1968 — заведующий сектором гляциологии (по 2015[5])
- с 1986 — директор Института географии АН СССР
- с 2015 — научный руководитель Института географии РАН.

В Институте географии был принят в отдел физической географии, которым в то время заведовал профессор Г. Д. Рихтер, основоположник географического снеговедения. С того времени он всецело посвятил себя изучению снега и льда.
В 1961 году, к тому времени уже совершив экспедицию в Арктику и Антарктику, защитил кандидатскую диссертацию, которая в том же году была опубликована в виде большой монографии «Снежный покров Антарктиды и его роль в современном оледенении материка». Когда в конце 50-х гг. Григорий Александрович Авсюк, один из руководителей советских работ по программе Международного геофизического года, создал в Институте географии АН СССР отдел гляциологии, В. Котляков стал одним из первых его сотрудников. Уже в 1959 году Авсюк назначил его учёным секретарём отдела, затем заместителем заведующего, а в 1968 году передал заведование отделом (должность заведующего отдела гляциологии Института географии АН СССР занимал до 1985 года).
В 1967 году защитил докторскую диссертацию по теме «Снежный покров земного шара и питание ледников», в которой фактически впервые проводил исследование на стыке снеговедения и ледниковедения.
В 70-е годы сфера его исследований ещё более расширилась. В его работах стали всё чаще рассматриваться проблемы баланса массы, стока и колебаний ледников. В круг его интересов вошли не только размеры, форма и факторы формирования ледниковых систем, но и исследование последних как сложных динамических комплексов.
В 1976 году был избран членом-корреспондентом АН СССР по специальности «гидрология», в 1991 году стал академиком РАН по специальности «география, океанология»; заместитель академика-секретаря Отделения наук о Земле РАН (1987—2015).
Участник и научный руководитель многих экспедиций, в том числе зимовок на Новой Земле (1955—1956), в Антарктиде (1957—1958), на южном склоне Эльбруса (1961—1963); экспедиций в Заилийский Алатау (1964), на Памир (1968—1974).
Народный депутат СССР (1989—1991) и заместитель председателя Комитета Верховного Совета СССР по вопросам экологии и рационального использования природных ресурсов.
С 1999 года — председатель, позднее почетный председатель Научного совета РАН по изучению Арктики и Антарктики. 
С 2012 года — председатель экспертного совета Национальной премии в области географии и экологии «Хрустальный компас», учрежденной Краснодарским региональным отделением РГО.

## Членство в научных обществах и организациях
- Председатель Российских национальных комитетов по Международной геосферно-биосферной программе, по исследованиям Антарктики.
- Действительный член Экологической академии России (1994)[5] и Международной академии регионального развития и сотрудничества (1996)[5]
- Почетный член Московского общества испытателей природы (2018)
- Президент Гляциологической ассоциации (1993)[5].
- Международный член Европейской академии (Academia Europaea) (1990)
- Иностранный член Академии наук Грузии (1996)
- Иностранный член Французской академии наук (2002)[13]
- Почётный член Международного гляциологического общества (1993)
- Президент Международной комиссии снега и льда (1987—1991)
- Член специального комитета по Международной геосферно-биосферной программе (1987—1990)
- Вице-президент Международного географического союза (1988—1996)

Географические общества:
- Вице-президент (1980—2000), Почётный президент (с 2000) Русского географического общества
- Почётный член Китайского географического общества (2022)
- Американского (1987)
- Мексиканского (1989)
- Итальянского (1994)
- Грузинского (1998)
- Эстонского

## Редактор
- Главный редактор журнала «Известия РАН. Серия географическая» (с 1985 по 2022)
- Академической периодической серии «Материалы гляциологических исследований» (с 1961)
- Член редколлегии журналов «Доклады Академии наук» (с 1993)
- «Наука в России» (с 1993)
- «Земля и Вселенная» (с 1990)
- «Известия Русского географического общества» (с 1979)
- Зам. Главного редактора журнала «Криосфера Земли» (с 1996)
- Член редколлегий международных журналов «Environment» (1989—1994)
- «Geo Journal» (с 1989)
- «Ocean and Coastal Management» (с 1996)
- Главный редактор журнала «Лёд и снег» (с 2010)
- Главный редактор журнала «Regional Research of Russia» (с 2011)

## Награды
Награждён орденом Трудового Красного Знамени (1981), орденом Почёта (1998), орденом «За заслуги перед Отечеством» IV степени (2007), медалями СССР; удостоен Золотой медали имени Ф. П. Литке Географического общества СССР (1985), Золотой медали им. Н. М. Пржевальского Русского географического общества (1996), Большая золотая медаль РГО за учёные труды (2004), Золотая медаль имени Л. С. Берга РАН (2005).
Лауреат Государственной премии Российской Федерации (2001). Лауреат Нобелевской премии мира в составе Межправительственной группы экспертов по климату (2007). Лауреат премии имени А. А. Григорьева (2009). Лауреат Демидовской премии (2011). 28 октября 2011 за выдающиеся заслуги в области географии и в связи с 80-летним юбилеем Учёный совет Русского географического общества присудил не существовавшую с 1930 по 2017 год «де-юре» награду Русского географического общества — золотую Константиновскую медаль.
Почётный доктор Тбилисского государственного университета (1996).
11 апреля 2019 года награждён французским Орденом Почетного легиона за особый вклад в развитие научного сотрудничества между Францией и Россией.
28 декабря 2020 года Указом Президента РФ присуждено звание заслуженного географа Российской Федерации.
В 2024 году награждён благодарностью Президента Российской Федерации за заслуги в развитии отечественной науки, многолетнюю плодотворную деятельность и в связи с 300-летием со дня основания Российской академии наук.

## Признание
- Имя В. М. Котлякова присвоено двум ледникам — в Заилийском Алатау и Джунгарском Алатау[4].

## Вклад в науку
Участник и руководитель экспедиций в Антарктиде, на Новой Земле, Эльбрусе, Заилийском Алатау и Памире. Исследовал современный режим и динамику полярных и горных оледенений, дал интерпретацию материалов глубокого бурения антарктических льдов, работал над созданием методов оценки лавинной опасности и построением гляциологических прогнозов.
Организовал создание Атласа снежно-ледовых ресурсов мира, который стал общегеографическим атласом ледовых и снежных покровов и связанных с ними стоков рек, климатических условий, палео- и других аспектов существования ледников и снега.
В. М. Котляков играл большую роль в реализации проекта глубокого бурения на станции Восток в Антарктиде. В 1970-х годах он высказал идею о получении и изучении керна антарктического льда по всей его глубине (около 4 км). В 1981 году совместно с французским гляциологом Клодом Лориусом он организовал изучение 500-метрового керна, извлечённого на станции Восток. В дальнейшем к проекту присоединились специалисты из США.
Бурение льда Антарктиды на станции Восток продолжалось более 25 лет и было остановлено на глубине 3623 м, приблизительно в 125 метрах от поверхности теоретически предсказанного озера, чтобы случайно не разрушить изолированный биоценоз этого озера. В 2006 году бурение было продолжено по усовершенствованной технологии. Планировалось в 2008 году достичь воды озера. По ледяному керну из этой скважины были установлены климатические условия формирования четырёх полных ледниково-межледниковых циклов на протяжении около 420 тысяч лет, что является значительным вкладом в науки о Земле.

## Основные работы
- Снежный покров Земли и ледники (1968)
- Гляциологический словарь (1984)
- Климаты прошлого из глубины ледниковых щитов (1991, в соавторстве с М. Г. Гросвальдом, Л. Клодом)
- Мир снега и льда (1994)
- Наука. Общество. Окружающая среда (1997)
- Атлас снежно-ледовых ресурсов мира (1997, инициатор и главный редактор)
- Котляков В. М. Избранные сочинения: В 6 кн. (2000)

Редактор более 80 книг, практически всех отечественных монографий по гляциологии в 1970—2000-х, заместитель главного редактора Географического энциклопедического словаря. Подготовил 30 кандидатов и 10 докторов наук.